# Nicolaas Moerloos
Nicolaas Moerloos (Sint-Niklaas, 1900. augusztus 10. – Belsele, 1944. szeptember 5.) olimpiai ezüstérmes belga tornász, súlyemelő.
Ez első világháború után az 1920. évi nyári olimpiai játékokon indult, és mint tornász versenyzett. Csapat összetettben ezüstérmes lett.
Az 1924. évi nyári olimpiai játékokon, Párizsban újra indult, de ekkor, mint súlyemelő versenyzett. Pehelysúlyban a 12. helyen zárt.
Klubcsapata a Kracht en Geduld volt.